# ستانیشینتسی
ستانیشینتسی (به صربی: Stanišinci) یک منطقهٔ مسکونی در صربستان است که در ورنگاچکا بانگا واقع شده‌است. ستانیشینتسی ۳۶٫۴۴ کیلومتر مربع مساحت و ۲۴۵ نفر جمعیت دارد و ۸۱۵ متر بالاتر از سطح دریا واقع شده‌است.